# Pseudagrostistachys
Pseudagrostistachys es un género de plantas perteneciente a la familia Euphorbiaceae. Comprende dos especies.

## Taxonomía
El género fue descrito por Jacob Gijsbert Boerlage y publicado en Das Pflanzenreich IV. 147 VI (Heft 57): 96. 1912. La especie tipo es: Pseudagrostistachys africana (Müll.Arg.) Pax & K.Hoffm.	

## Especies aceptadas
A continuación se brinda un listado de las especies del género Pseudagrostistachys aceptadas hasta octubre de 2012, ordenadas alfabéticamente. Para cada una se indica el nombre binomial seguido del autor, abreviado según las convenciones y usos.

## Especies seleccionadas
- Pseudagrostistachys africana (Müll.Arg.) Pax & K.Hoffm.
- Pseudagrostistachys ugandensis (Hutch.) Pax & K.Hoffm.